# Маханько, Мария Дмитриевна
Мария Дмитриевна Маханько (род. 18 марта 1980, Москва, СССР) — российская киноактриса и кинорежиссёр.

## Биография
В 1997 году принимала участие в съёмках фильма Никиты Михалкова «Сибирский цирюльник» в Португалии в качестве переводчика. Во время этой работы увлеклась кинематографом.
В 2004 году закончила режиссёрский факультет ВГИК, мастерскую Вадима Абдрашитова. Во время обучения проходила стажировку в Париже и работала на съёмках цикла документальных фильмов «Провинциальные музеи России».
Член Гильдии кинорежиссёров, член Союза кинематографистов России.

## Фильмография
- 2001 — «Вспомнилось» — режиссёр-постановщик
- 2004 — «Гаммы» — режиссёр-постановщик
- 2006 — «Жулики» — режиссёр-постановщик
- 2006 — «Русское средство» — режиссёр-постановщик
- 2008 — «Егорино горе» — режиссёр-постановщик, соавтор сценария
- 2009 — «Операция «Праведник»» (телефильм) — сорежиссёр-постановщик
- 2010 — «Диагноз: Любовь» — режиссёр-постановщик
- 2011 — «Мужская женская игра» — режиссёр-постановщик, соавтор сценария, актриса
- 2015 — «Босоножки» (короткометражный) — режиссёр-постановщик
- 2016 — «Из Сибири с любовью» (телефильм) — режиссёр-постановщик
- 2017 — «12 чудес» (телефильм) — режиссёр-постановщик
- 2017 — «Зеркала любви» (телефильм) — режиссёр-постановщик
- 2018 — «Сердечных дел мастера» (телефильм) — режиссёр-постановщик
- 2018 — «Шахматная королева» (телефильм) — режиссёр-постановщик
- 2019 — «Александра и Алёша» (телефильм) — режиссёр-постановщик
- 2019 — «Закон сохранения любви» (телефильм) — режиссёр-постановщик
- 2019 — «Не приходи ко мне во сне» (телефильм) — режиссёр-постановщик
- 2019 — «Люблю отца и сына» (телефильм) — режиссёр-постановщик
- 2020 — «Любовь лечит» (телефильм) — режиссёр-постановщик
- 2020 — «Загадка Фибоначчи» (телефильм) — режиссёр-постановщик
- 2020 — «Новый сосед» (телефильм) — режиссёр-постановщик
- 2020 — «Свадебные хлопоты» (телефильм) — режиссёр-постановщик
- 2021 — «Загадка Эйнштейна» (телефильм) — режиссёр-постановщик
- 2021 — «Старушки в бегах 3» (телефильм) — режиссёр-постановщик
- 2022 — «Три девицы» (телефильм) — режиссёр-постановщик
- 2022 — «Дуэль королев» (телефильм) — режиссёр-постановщик
- 2022 — «Загадка Пифагора» (телефильм) — режиссёр-постановщик
- 2022 — «Загадка Цезаря» (телефильм) — режиссёр-постановщик
- 2023 — «Никому не расскажем» (телефильм) — режиссёр-постановщик
- 2023 — «Девочки не плачут» (телефильм) — режиссёр-постановщик
- 2023 — «Вера больше не верит в приметы» (телефильм) — режиссёр-постановщик
- 2024 — «Время прощать» (телефильм) — режиссёр-постановщик
- 2024 — «Вера больше не верит в совпадения» (телефильм) — режиссёр-постановщик
- 2024 — «Вера больше не верит в принципы» (телефильм) — режиссёр-постановщик
- 2025 — «Однажды в Залесье» (телефильм) — режиссёр-постановщик
- 2025 — «Рецепт любви» (телефильм) — режиссёр-постановщик (в производстве)

## Награды кинофестивалей
- 2006 — IX Бердянский международный кинофорум (БМКФ) «Бригантина-2006» — приз в категории «Лучший режиссёрский дебют» (за фильм «Жулики»)[2].
- 2006 — 7-й Российский открытый фестиваль комедийных фильмов «Улыбнись, Россия!» — Приз Президента фестиваля за яркий дебют в комедии (за фильм «Жулики»).
- 2007 — Зрительский кинофестиваль «Любить человека» им. С. А. Герасимова — Диплом (за фильм «Жулики»).
- 2011 — IX международный фестиваль спортивного кино «Красногорский» — приз в категории «Лучший российский фильм о спорте» (за фильм «Мужская женская игра», поделён с «Алексей Мишин. Разрываясь между звездами» Олега Шиловского и «Вверх по трассе, ведущей вниз» Николая Малецкого)[3][4][5].
- 2013 — Лучший полнометражный художественный фильм (2-е место) на кинофестивале «All sports Los Angeles Film Festival».
- 2015 — Лучший зарубежный фильм «Мужская женская игра» фестиваля «The Artemis Women in Action Film Festival», США.